# Казнить не представляется возможным
«Казнить не представляется возможным» — советский историко-драматический фильм 1982 года, снятый Исааком Шмаруком на киностудии имени А. Довженко.

## Сюжет
Борис Жадановский — лучший выпускник офицерского училища в Киеве. Он связан с революционерами и участвует в демонстрациях против самодержавия. Жадановского приговаривают к смертной казни, но из-за волнений в городе наказание заменяют пожизненным заключением. Он проводит 10 лет в тюрьме, изучая литературу и борясь за свои права, а затем, после революции, выходит на свободу.

## Роли исполняют
- Андрей Данилов — Жадановский
- Елена Прудникова — Ксения
- Елена Козелькова — мать Жадановского
- Николай Федорцов — отец Жадановского
- Бадри Какабадзе — Орджоникидзе
- Валентин Белохвостик — Гордиенко
- Вилорий Пащенко — Циома
- Леонид Белозорович — Квашнин
- Андрей Градов — Катенин
- Николай Олейник — Григорьев
- Сергей Свечников — Иванов
- Сергей Подгорный — Астахов
- Алексей Золотницкий — Кржижановский
- Николай Дупак — Васильев
- Сергей Полежаев — Сухомлинов
- Аркадий Гашинский — Синайский
- Юрис Стренга — Зимберг
- Сергей Харченко — заводчик
- Вацлав Дворжецкий — председатель суда
- Михаил Васильев — Калафуто
- Вячеслав Воронин — Сербинов
- Василий Корзун — жандармский полковник
- Пётр Шелохонов — патриарх церкви
- Анна Алексахина
- Борис Александров
- Анатолий Белый
- Владимир Бродский
- Игорь Боголюбов — Николаев
- Валентин Грудинин
- Неонила Гнеповская
- Юрий Дмитриев
- Антон Доценко
- Юрий Жариков
- Михаил Игнатов
- Владимир Костюк
- Виктор Коваль
- Юрий Мысенков
- Владимир Марьянов
- Николай Малашенко
- Владимир Мишаков — генерал
- Александр Момбелли — генерал
- Виктор Мирошниченко
- Осип Найдук
- Александр Пархоменко
- Владислав Пупков
- Виталий Расстальной
- Валерий Свищёв
- Игорь Слободской
- Игорь Стариков — унтер
- Леонид Слесаренко — надзиратель
- Дмитрий Франько
- Александр Чернявский
- Витольд Янпавлис

## Съёмочная группа
- Авторы сценария: Владимир Власов, Михаил Гилелах
- Режиссёр-постановщик: Исаак Шмарук
- Оператор-постановщик: Алексей Прокопенко
- Художник-постановщик: Вульф Агранов
- Композитор: Георгий Дмитриев
- Автор текста песни: И. Векшегонова
- Звукооператор: Виктор Лукаш
- Режиссёр: Ю. Жариков
- Оператор: В. Бердашкевич
- Художник-декоратор: Г. Усенко
- Художники по костюмам: О. Яблонская, В. Горлань
- Художник-гримёр: Е. Кузьменко
- Монтажёр: Т. Кряченко
- Ассистенты режиссёра: Н. Благодарева, Л. Казберова, А. Капацевич
- Ассистенты оператора: Л. Горлань, Е. Сологуб
- Комбинированные съёмки:
  - Оператор: А. Андрощук
  - Художник: В. Королев
- Мастер по свету: Г. Сидоренко
- Пиротехник: И. Шкидченко
- Консультант: Пётр Шморгун
- Редактор: В. Рыдванова
- Административная группа: Я. Киевский, О. Пузько, Б. Шевчук
- Директор картины: В. Антонченко
- Государственный симфонический оркестр Украинской ССР:
  - Дирижёр: Фёдор Глущенко

## Премьера
Премьера фильма состоялась 19 декабря 1982 года. Фильм был выпущен в количестве 472 копий, за первый год кинопроката картину посмотрели 4,4 млн зрителей.

## Критика
Искусствовед Сергей Безклубенко, в своей книге «Современный кинопроцесс и действительность», писал:
…ярко выраженные историко-революционные картины «Семья Коцюбинских» Т. Левчука или «Казнить не представляется возможным» И. Шмарука близки к биографическому фильму. Вместе с тем их проблематика позволяет усмотреть в них более или менее чётко выраженные признаки политического фильма.